# Parada Mombaça
A Parada Mombaça é uma parada ferroviária que atende aos trens de subúrbios da Estrada de Ferro Campos do Jordão (EFCJ). Foi originalmente inaugurada em 1957, sendo reconstruída em 2015.
Localiza-se em Pindamonhangaba.

## História
A parada foi construída em 1957, sendo uma simples plataforma coberta por telhas de barro sustentadas por pilares de madeira. Segundo moradores locais, o nome da região (adotado pela parada) é derivado da localidade de Mombaça, na África, de onde seriam oriundos os escravizados que ali viviam. Foi reconstruída em 2015 pela EFCJ, recebendo instalações de alvenaria com acessibilidade.